# Dužionica
Dužionica je javna i opća žetvena svečanost somborskih bunjevačkih i šokačkih Hrvata u Somboru. Njome se obilježava svršetak žetve.
Prvotno je to bila samo obiteljska svetkovina na salašima, kao zahvala Bogu za darove s polja, a prije svega za osnovnu životnu namirnicu, kruh. Vremenom je i Crkva preuzela tu svetkovinu.
Kao i kod Dužijance, središnji likovi su bandaš i bandašica.
Svečanost se završava blagoslovom kruha na misi zahvalnici, svečanim mimohodom kroz gradsko središte te simboličnom predajom kruha somborskom gradonačelniku.
Proslava završava svečanim ručkom u Hrvatskom domu u Somboru.
Danas ju organizira Hrvatsko kulturno-umjetničko društvo "Vladimir Nazor" iz Sombora (stanje u kolovozu 2008.).
Održava se svake godine od 1935. godine.